# Melaniparus funereus
Melaniparus funereus é uma espécie de ave da família Paridae.
Pode ser encontrada nos seguintes países: Angola, Camarões, República Centro-Africana, República do Congo, República Democrática do Congo, Costa do Marfim, Gabão, Gana, Guiné, Quénia, Libéria, Ruanda, Serra Leoa, Sudão e Uganda.
Os seus habitats naturais são: florestas subtropicais ou tropicais húmidas de baixa altitude.